# Saint-Gilles (Saône-et-Loire)
Saint-Gilles é uma comuna francesa na região administrativa de Borgonha-Franco-Condado, no departamento de Saône-et-Loire. Estende-se por uma área de 3,64 km². Em 2010 a comuna tinha 288 habitantes (densidade: 79,1 hab./km²).